# Thọ Phú
Thọ Phú là một xã thuộc huyện Triệu Sơn, tỉnh Thanh Hóa, Việt Nam.

## Địa lý
Xã Thọ Phú nằm ở phía bắc huyện Triệu Sơn, có vị tri địa lý:
- Phía đông giáp huyện Thiệu Hóa
- Phía tây giáp xã Xuân Lộc
- Phía nam giáp các xã Dân Lực, Thọ Thế
- Phía bắc giáp các huyện Thiệu Hóa, Thọ Xuân.

Xã Thọ Phú có diện tích tự nhiên 8,30 km², quy mô dân số năm 2022 là 10.083 người, mật độ dân số đạt 1.215 người/km². Dân cư sinh sống tại Thọ Phú chủ yếu là người Kinh.

## Lịch sử
Địa bàn xã Thọ Phú trước năm 1945 là một phần phía nam của phủ Thọ Xuân.
Sau khi Cách mạng tháng Tám thành công, địa bàn xã Thọ Phú ngày nay trở thành các xã Hồng Nhuận, Thống Nhất thuộc huyện Thọ Xuân. Năm 1947, xã Thống Nhất sáp nhập với xã Hồng Nhuận thành xã Thọ Vực. Đến năm 1954, chia xã Thọ Vực thành 2 xã Thọ Vực và Thọ Phú cùng thuộc huyện Thọ Xuân.
Ngày 25 tháng 2 năm 1965, 13 xã thuộc huyện Thọ Xuân cùng 20 xã thuộc huyện Nông Cống được tách ra để hợp thành huyện Triệu Sơn. Các xã Thọ Phú, Thọ Vực cùng thuộc huyện Triệu Sơn.
Năm 2018, xã Thọ Phú có 11 thôn, xã Thọ Vực có 9 thôn. Ngày 11 tháng 7 cùng năm, Hội đồng nhân dân tỉnh Thanh Hóa khóa XVII thông qua Nghị quyết về việc sắp xếp thôn, tổ dân phố trên địa bàn tỉnh. Theo đó:
- Xã Thọ Phú: nhập thôn 2 vào thôn 1, nhập các thôn 3A, 3B thành thôn 2, nhập thôn 4 và thôn 5 thành thôn 3, nhập thôn 6 và thôn 7 thành thôn 4, đổi tên thôn 8 thành thôn 5, nhập thôn 9 và thôn 10 thành thôn 6;
- Xã Thọ Vực: nhập thôn 6 vào thôn 5, nhập thôn 7 và thôn 8 thành thôn 6, đổi tên thôn 9 thành thôn 7.

Sau sắp xếp, xã Thọ Phú có 6 đánh số từ 1 đến 6, xã Thọ Vực có 7 thôn đánh số từ 1 đến 7.
Năm 2022, xã Thọ Phú có diện tích 4,79 km², dân số là 4.842 người, mật độ dân số đạt 1.011 người/km², xã Thọ Vực có diện tích 3,51 km², dân số là 5.241 người, mật độ dân số đạt 1.493 người/km².
Ngày 24 tháng 10 năm 2024, Ủy ban Thường vụ Quốc hội thông qua Nghị quyết số 1238/NQ-UBTVQH15 (có hiệu lực từ ngày 1 tháng 1 năm 2025). Theo đó, nhập toàn bộ diện tích và dân số của xã Thọ Vực vào xã Thọ Phú.

## Hành chính
Xã Thọ Phú có 13 thôn, gồm các đánh số từ 1 đến 6 và 7 thôn đánh số từ 1 đến 7 của xã Thọ Vực (cũ).